# Chłodzenie silnika
Chłodzenie silnika – proces odprowadzania ciepła z silnika na zewnątrz elementów konstrukcyjnych, np. do otoczenia, czyli chłodniejszego czynnika termodynamicznego. Stosowane w celu zapewnienia normalnej pracy silnika poprzez utrzymanie jego temperatury w zadanym zakresie. Brak chłodzenia lub jego zbyt mała intensywność prowadziłyby do nadmiernego wzrostu temperatury metalowych elementów konstrukcyjnych i oleju smarującego, co spowodowałoby nadmierny wzrost naprężeń termicznych i spadek jakości smarowania między tłokiem a ściankami cylindra. Wystąpienie tych zjawisk doprowadziłoby do uszkodzenia silnika (odkształcenie lub pęknięcie głowicy lub bloku, zatarcie silnika). W silnikach turbinowych nadmierna temperatura czynnika na wylocie z komory spalania doprowadziłaby do nadtopienia łopatek kierownicy i wirnika pierwszych stopni turbiny.
Chłodzone są przede wszystkim części najbardziej obciążone cieplnie – stykające się bezpośrednio z czynnikami roboczymi: w silniku tłokowym głowica i blok silnika, w turbinowym – ścianki komory spalania i łopatki pierwszych stopni turbiny. Chłodzenie silnika stosowane jest przede wszystkim w silnikach cieplnych o spalaniu wewnętrznym, gdyż w tych silnikach spalanie wewnętrzne paliwa powoduje, że konieczne jest odprowadzanie ciepła. 
Praca wszystkich silników cieplnych wymaga transportu ciepła ze źródła do chłodnicy. Chłodzenia wymagają także silniki elektryczne.

## Chłodzenie silnika spalinowego tłokowego
Silniki spalinowe tłokowe najczęściej chłodzone są cieczą (woda, borygo etc.). Spalanie paliwa odbywa się w komorze spalania. Największe obciążenia cieplne występują w głowicy i górnej części bloku. Stąd też w najnowszych konstrukcjach jest odrębny układ chłodzenia głowicy i bloku silnika. Ciecz chłodząca przepływa więc przez kanały w głowicy i bloku silnika, następnie przewodami doprowadzana jest do chłodnicy, w której oddaje ciepło do powietrza. Często oprócz chłodnicy w obiegu wodnym instalowana jest również tzw. nagrzewnica, która służy do podgrzewania powietrza służącego do ogrzewania wnętrza samochodu.
Silniki chłodzone powietrzem są często spotykane w lotnictwie, a niektóre silniki (np. silnik gwiazdowy) prawie wyłącznie są chłodzone powietrzem. Starsze konstrukcje motoryzacyjne chłodzone były powietrzem, co znacznie upraszczało konstrukcję (brak pompy wodnej, chłodnicy) i produkcję silnika (łatwiejsze wykonanie bloku i głowicy), ograniczało też masę silnika. Jednakże chłodzenie powietrzne jest znacznie mniej efektywne niż chłodzenie wodne, tj. umożliwia odebranie mniejszych ilości ciepła. Jeszcze istotniejsza jest kwestia równomierności chłodzenia silnia; silniki chłodzone powietrzem mają mniej równomierne chłodzenie. Z tego względu silniki te mają z reguły mniejsze wysilenie. Istnieją firmy (np. Tatra), które preferowały chłodzenie powietrzem nawet 12 cylindrowych silników widlastych T 930 o pojemności skokowej niemalże 18 litrów (samochód Tatra 813). Bardziej wysilone (lub większe) silniki chłodzone powietrzem z reguły wymagają chłodnicy oleju silnikowego. Obecnie, ze względu na prostotę konstrukcji i małe masy produkowane są niewielkie silniki dwusuwowe (piły spalinowe, kosiarki, motorowery) z chłodzeniem powietrznym.
Nadmierne chłodzenie:
- obniża sprawność cieplną
- pogarsza przebieg spalania (zwiększone dymienie)
- lepkość zimnego oleju jest większa, co wpływa pogarsza smarowanie
- mieszanka paliwowo-powietrzna zmywa warstwę oleju z tulei cylindrowej, co powoduje nadmierne zużycie silnika

Niedostateczne chłodzenie powoduje:
- zwiększenie zużycia elementów konstrukcyjnych poprzez wzrost siły tarcia zależnego od temperatury (czasem aż do zatarcia silnika)
- pogorszenie smarowania (olej silnikowy ma zbyt małą lepkość, dochodzi do zerwania tzw. filmu olejowego pomiędzy cylindrem a tłokiem)
- spadek napełnienia silnika (zmniejszenie mocy i momentu obrotowego)
- pogorszenie pracy innych podzespołów (zbyt wysoka temperatura gniazd zaworowych czy świecy zapłonowej)
- może wystąpić tendencja do spalania stukowego.

## Chłodzenie silnika turbinowego
Silniki turbinowe chłodzone są inaczej. Najwyższe temperatury czynnika (spalin) występują w komorze spalania i pierwszych stopniach turbiny. Elementy tych podzespołów muszą więc być intensywnie chłodzone. Nie jest możliwe doprowadzenie wody w celach chłodzenia. Elementy więc chłodzone są poprzez chłodniejsze powietrze pobierane za sprężarką. Ścianki komory spalania są w sposób ciągły omywane chłodniejszym powietrzem, dzięki czemu utrzymywana jest ich temperatura na odpowiednim poziomie.
Chłodzenie łopatek turbiny jest znacznie bardziej kłopotliwe. Łopatki muszą mieć możliwość doprowadzenia sprężonego powietrza. Jest to możliwe dzięki dużej ilości drobnych kanalików wykonanych wewnątrz łopatek. Do łopatek kierownicy powietrze doprowadzane jest kanałami umiejscowionymi na korpusie, do łopatek wirnika – kanałem wykonanym wewnątrz wału wirnika.

## Chłodzenie silnika rakietowego
Metody chłodzenia silnika rakietowego:
- regeneracyjna – ciekły czynnik chłodzący (np. samo paliwo) przepuszcza się przez podwójną ściankę komory spalania silnika chłodząc ją. Paliwo odbierając ciepło od komory spalania wstępnie się ogrzewa – wynaleziona przez Martina Summerfielda, amerykańskiego pioniera rakietnictwa[1]
- transpiracyjna – ciekły czynnik chłodzący przenika przez porowate ścianki komory spalania i chłodzi ją poprzez parowanie
- warstwowa – chłodziwo dostaje się przez małe otwory do dyszy wylotowej lub komory spalania, a chłodzenie następuje poprzez odparowanie czynnika chłodzącego